# Гантен, Бернарден
Бернарде́н Ганте́н (фр. Bernardin Gantin; 8 мая 1922, Тоффо, Французская Дагомея — 13 мая 2008, Париж, Франция) — первый бенинский кардинал высшего ранга африканского происхождения в истории Римско-католической церкви. Титулярный епископ Типасы Мавретанской и вспомогательный епископ Котону с 11 декабря 1956 по 5 января 1960. Архиепископ Котону с 5 января 1960 по 28 июня 1971. Секретарь-адъюнкт Священной Конгрегации евангелизации народов с 5 марта 1971 по 19 декабря 1975. Вице-председатель Папского Совета справедливости и мира с 19 декабря 1975 по 16 декабря 1976. Пропредседатель Папского Совета справедливости и мира с 16 декабря 1976 по 29 июня 1977. Председатель Папского Совета справедливости и мира с 29 июня 1977 по 8 апреля 1984. Председатель Папского Совета Cor Unum с 4 сентября 1978 по 8 апреля 1984. Префект Конгрегации по делам епископов и председатель Папской Комиссии по делам Латинской Америки с 8 апреля 1984 по 25 июня 1998. Декан Коллегии кардиналов с 5 июня 1993 по 30 ноября 2002. Кардинал-священник, с титулом церкви pro illa vice Сакро-Куоре-ди-Кристо-Ре с 25 июня 1984 по 29 сентября 1986. Кардинал-епископ с титулом субурбикарной епархии Палестрина с 29 сентября 1986. Кардинал-епископ с титулом субурбикарной епархии Остия с сохранением титула субурбикарного епископа Палестрины с 5 июня 1993 по 30 ноября 2002 года.

## Молодость
Бернарден Гантен родился 8 мая 1922 году в Тоффо, епархия Котону (Бенин, тогда ещё Дагомея). Гантен — сын служащего железной дороги. Уроженец Бенина, его имя означает железное дерево (gan — дерево и tin — железо), которым объясняется его герб.
Он поступил в младшую семинарию в возрасте 14 лет, в Квидахе, Бенин, и окончил её. Продолжил образование в Папском Урбанианском Университете.
Рукоположён в священники 14 января 1951 года, в Котону, рукоположение совершил архиепископ Котону Людовик Паризо. В 1951—1953 годах преподавал в семинарии в Квидахе и вёл пасторская работу в митрополии Котону. В 1953 году он был послан в Рим, чтобы изучать богословие и каноническое право.

## Епископство и служение в Римской курии
11 декабря 1956 года Бернарден Гантен был назначен титулярным епископом Типасы ди Мавритания и вспомогательным епископом Котону. Ординацию в епископа 3 февраля 1957 года совершил в Ватикане кардинал Эжен Тиссеран, кардинал-епископ Остии и Порто и Санта-Руфина, декан Священной Коллегии кардиналов, префект Священной Конгрегации Церемониала, Библиотекарь и Архивариуса Римско-католической церкви.
5 января 1960 года папа римский Иоанн XXIII назначил его архиепископом Котону. Архиепископ Гантен участвовал во Втором Ватиканском Соборе.
Павел VI назначил его на важные посты в Римской курии и сделал его кардиналом на консистории 27 июня 1977 года. Гантен занимал посты секретаря Конгрегации евангелизации народов, был вице-председателем и председателем Папской комиссии справедливости и мира. Он был назначен председателем Папского Совета Cor Unum папой римским Иоанном Павлом I, это было единственное административное назначение в курии, которое успел сделать этот папа в период своего краткосрочного месячного понтификата. В период октябрьского Конклава 1978 после смерти Иоанна Павла I кардинал Гантен, как считали, был одним из папабилей, тех кардиналов, которые рассматриваются вероятными преемниками умершего папы.
Кардинал Гантен участвовал в двух конклавах — в августовском и октябрьском как кардинал-выборщик.

## С Иоанном Павлом II
При папе римском Иоанне Павле II он возглавлял Конгрегацию по делам епископов, контролируя все епископские назначения в мире и Папскую Комиссию по делам Латинской Америки. Эти посты он занимал в течение 14 лет, с 1984 года по 1998 год. С 29 сентября 1986 года Гантен — кардинал-епископ субурбикарной епархии Палестрина. Кардинал Гантен был деканом Коллегии кардиналов с 1993 года по 2002 год. В течение долгих лет кардинал Гантен оставался одним из главных сановников Римской курии.
8 мая 2002 года кардиналу Гантену исполнилось 80 лет и он потерял право участвовать в Конклаве. Удалившись от дел, Гантен вернулся домой в Бенин.
13 мая 2008 года кардинал Бернарден Гантен скончался в возрасте 86 лет в госпитале имени Жоржа Помпиду, в Париже.

## Интересные сведения
- Бернарден Гантен был самым молодым африканским епископом, назначенным папой Пием XII;
- Кардинал Гантен в декабре 2006 года отметил свой золотой епископский юбилей и являлся одним из старейших по хиротонии в епископский сан в коллегии кардиналов, с этим его поздравил папа Бенедикт XVI и в Бенин прибыла внушительная делегация кардиналов для поздравления Гантена;
- Гантен служил пяти папам на протяжении почти полувека — Пию XII (как епископ), Иоанну XXIII (как архиепископ), Павлу VI, Иоанну Павлу I и Иоанну Павлу II (как кардинал и глава ватиканских дикастерий);
- Кардинал Гантен был старейшим по возведению в сан кардинал-епископ, в сентябре 2006 года он отметил двадцатилетие пребывания в этом сане;
- Кардинал Гантен являлся одним из двух оставшихся в живых кардиналов, назначенных папой Павлом VI на консистории 27 июня 1977 года на момент смерти папы Иоанна Павла II; вторым был кардинал Йозеф Ратцингер, который был избран папой Бенедиктом XVI;
- Долгие годы кардинал Гантен рассматривался вероятным преемником Иоанна Павла II, но в силу возраста и потери права участия в конклаве им не стал;
- Он первый и пока единственный кардинал из Бенина, а также первый африканский кардинал, который был главой ватиканской дикастерии и деканом Коллегии Кардиналов, после того как этот пост был учрежден папой римским Евгением III в 1150 году.

## Информация
- Биография кардинала Инноченти
- Информация  (англ.)